# Walter Zapp

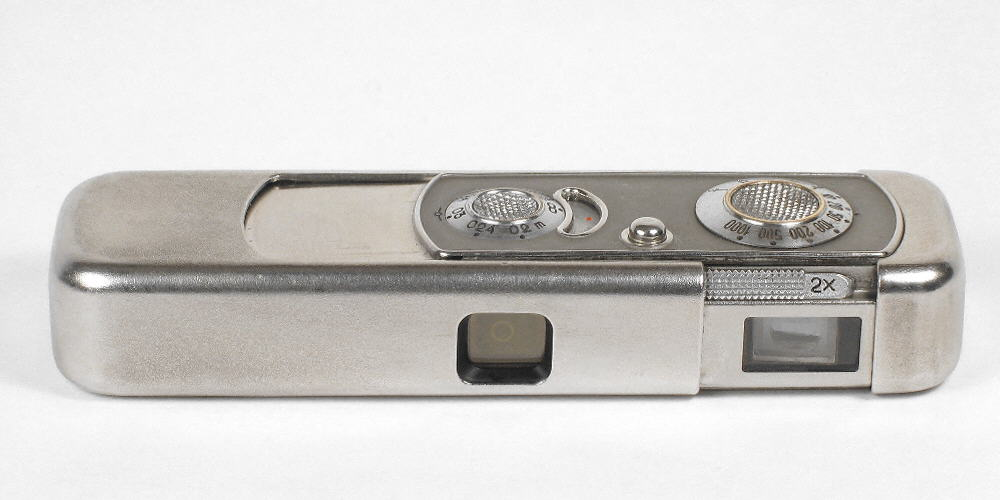
Minox Riga.

Walter Zapp (en letton Valters Caps), né le 4 septembre 1905 à Riga dans la Lettonie impériale russe et mort 17 juillet 2003 à Binningen en Suisse, est l'inventeur de l'appareil photographique miniature Minox.

## Biographie
Autodidacte germano-balte, il travaille sur la miniaturisation d'un appareil photographique dès le début des années 1930. L'appareil, sera fabriqué par l'entreprise lettone Valsts Elektrotehniskā fabrika (VEF) à partir de 1937. L'invention de Zapp a été brevetée dans 18 pays, notamment la Lettonie, l'Estonie, la France, l’Allemagne, le Royaume-Uni et les États-Unis. Zapp vient en Allemagne en 1941 et travaille pour AEG à Berlin jusqu'en 1945. Il fonde alors avec son associé juste après la Seconde Guerre mondiale en 1945 la société Minox GmbH à Wetzlar.